# IC 3692
IC 3692 ist eine Balken-Spiralgalaxie vom Hubble-Typ SBa im Sternbild Coma Berenices am Nordsternhimmel, die schätzungsweise 292 Millionen Lichtjahre von der Milchstraße entfernt.
Das Objekt wurde am 27. Januar 1904 von Max Wolf entdeckt.